# Kuźnia (pismo)
Kuźnia – konspiracyjne czasopismo wydawane przez nacjonalistyczną organizację Miecz i Pług w Warszawie od sierpnia do listopada 1943. Miało charakter literacko – kulturalny. Miesięcznik „Dźwigary” był kontynuacją krótkotrwałej „Kuźni”.